# Municipio de Westford (Minnesota)
El municipio de Westford (en inglés: Westford Township) es un municipio ubicado en el condado de Martin en el estado estadounidense de Minnesota. En el año 2010 tenía una población de 295 habitantes y una densidad poblacional de 3,11 personas por km².

## Geografía
El municipio de Westford se encuentra ubicado en las coordenadas 43°47′47″N 94°26′18″O / 43.79639, -94.43833. Según la Oficina del Censo de los Estados Unidos, el municipio tiene una superficie total de 94.89 km², de la cual 93,97 km² corresponden a tierra firme y (0,97 %) 0,92 km² es agua.

## Demografía
Según el censo de 2010, había 295 personas residiendo en el municipio de Westford. La densidad de población era de 3,11 hab./km². De los 295 habitantes, el municipio de Westford estaba compuesto por el 97,63 % blancos, el 0,34 % eran amerindios y el 2,03 % eran de una mezcla de razas. Del total de la población el 0 % eran hispanos o latinos de cualquier raza.